# Papaver miyabeanum
Papaver miyabeanum är en vallmoväxtart som beskrevs av Tatewaki, Kingo Miyabe och Tatewaki. Papaver miyabeanum ingår i släktet vallmor, och familjen vallmoväxter. Inga underarter finns listade i Catalogue of Life.